# Scorpaena elachys
Scorpaena elachys és una espècie de peix pertanyent a la família dels escorpènids.

## Descripció
- Fa 6,4 cm de llargària màxima.[4][5]

## Hàbitat
És un peix marí, associat als esculls de corall i de clima tropical.

## Distribució geogràfica
Es troba a l'Atlàntic occidental: Florida (els Estats Units) i les Antilles.

## Observacions
És inofensiu per als humans.